# Johannes Brandrup
Johannes Brandrup (nacido el 7 de enero de 1967) es un actor alemán.

## Trabajo
Nacido en Fráncfort del Meno, Brandrup fue el primer detective en la serie de televisión, Alerta Cobra. Después de la primera temporada, Brandrup se fue a realizar otros proyectos. Fue protagonista de la película bíblica sobre el Apóstol Misionero, Pablo de Tarso.

## Filmografía

### Televisión
- Alerta Cobra (1996).
- The Crusaders (2001).
- Saint Peter (2005).
- Mafalda de Saboya: El coraje de una princesa (2006). Como el príncipe Felipe de Hesse-Kassel.
- Augustine: The Decline of the Roman Empire (2010)
- Online: Mi hija en peligro  (Online – Meine Tochter in Gefahr, 2012) (telefilme)

### Cine
- San Pablo de Tarso (2000).
- 80 Minutos (2008).